# Ha-Knesija ha-erecjisra'elit
ha-Knesija ha-erecjisra'elit (hebrejsky הכנסייה הארצישראלית‎, doslova Shromáždění Země Izraelské) byl kongres židovských osadníků v tehdejší turecké Palestině, konaný roku 1903 jako první politická platforma reprezentující židovskou komunitu v této zemi.

## Důvody svolání sjezdu

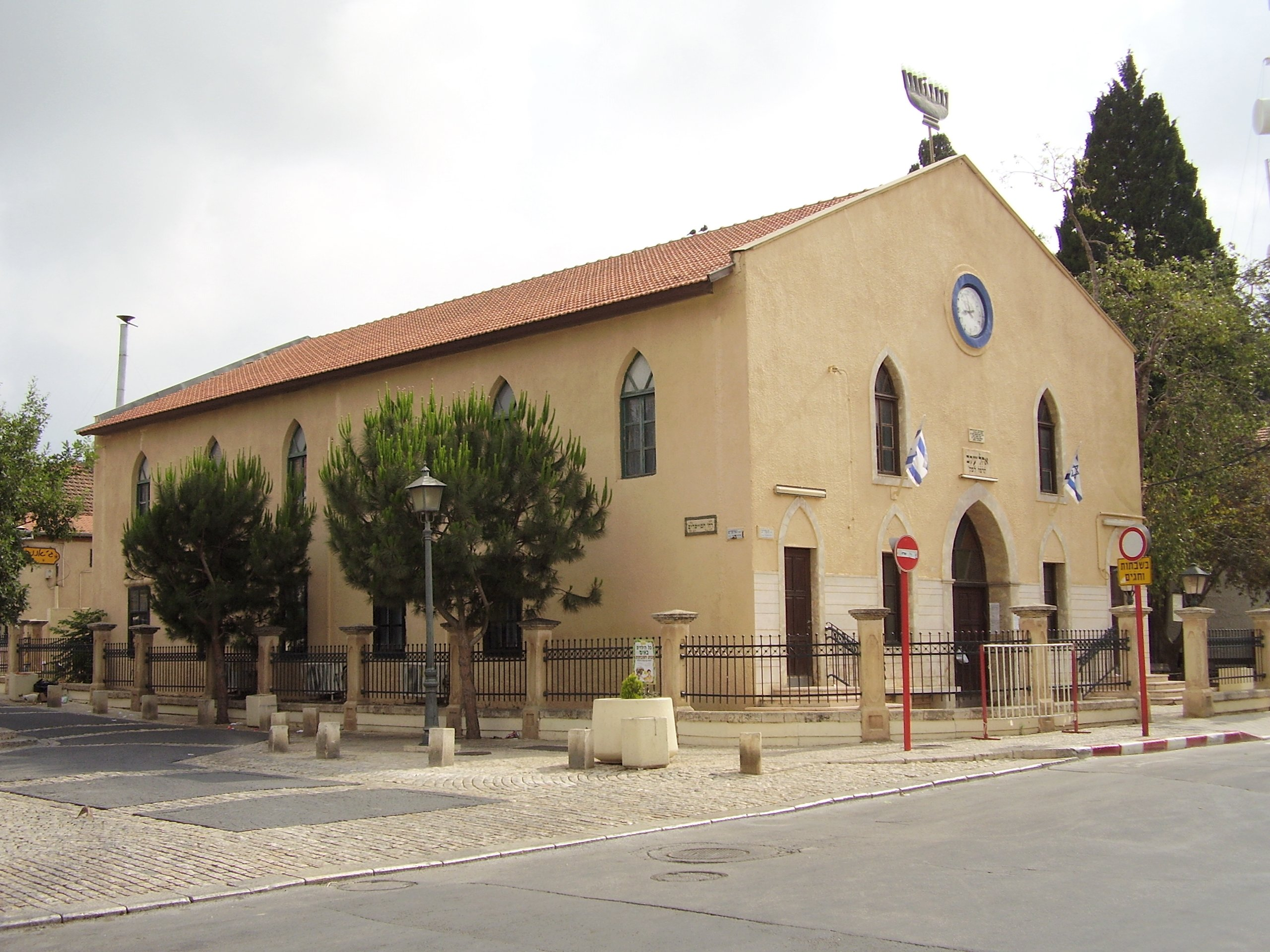
Synagoga v Zichron Ja'akov, kde se konal sjezd Židů z Palestiny

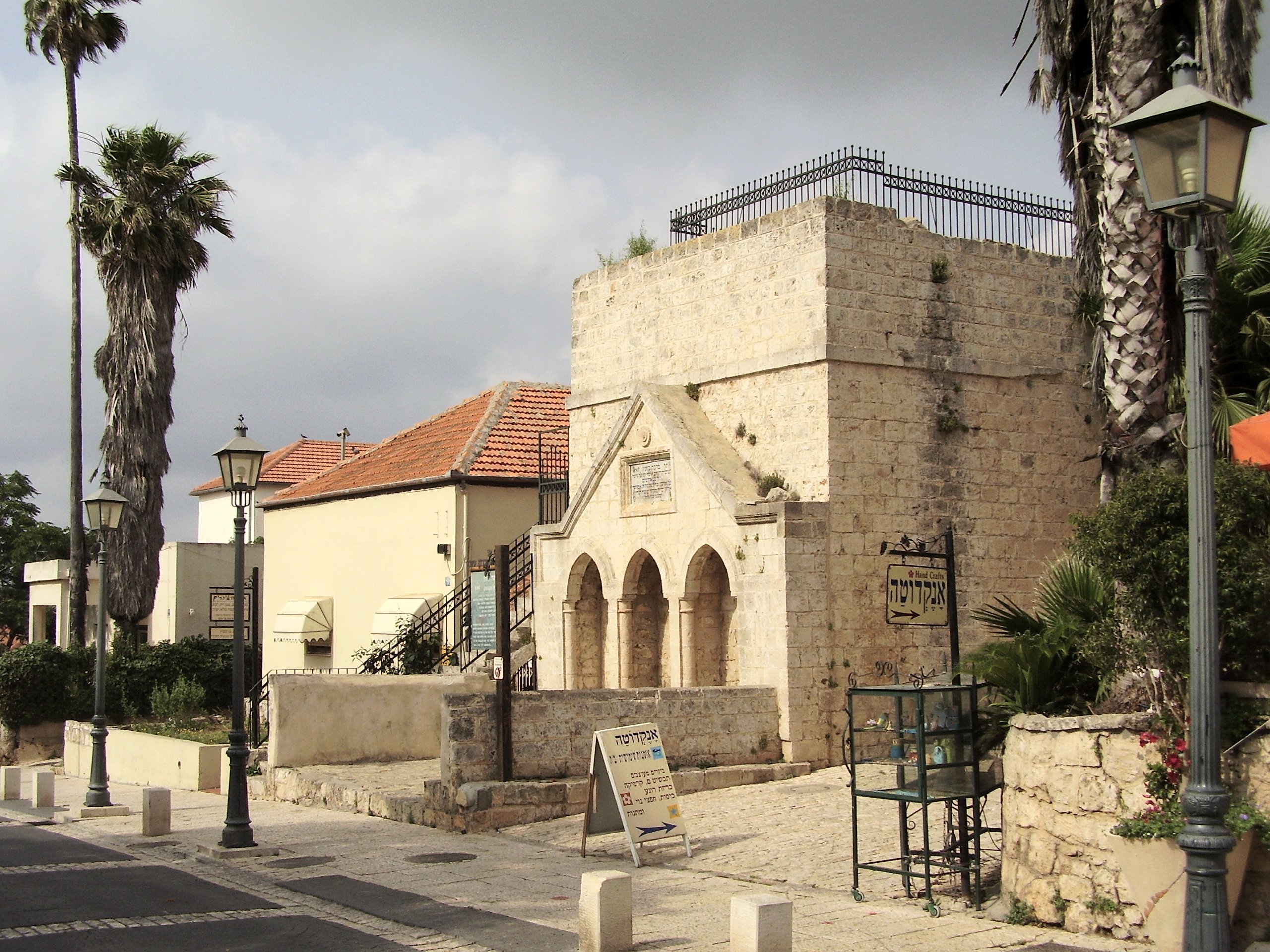
Historické jádro Zichron Ja'akov, kde se konal sjezd Židů z Palestiny

Hlavním organizátorem svolání sjezdu židovských osadníků v Palestině byl sionistický agitátor a funkcionář z Ruska, Menachem Usiškin. Ten v důsledku kišiněvského pogromu v roce 1903 zesílil svou agitaci za silnější židovské osidlování Palestiny. Zároveň se jasně postavil proti takzvanému ugandskému plánu (návrh na zřízení židovské vlasti v Africe). Na čtyři měsíce proto odjel do Palestiny a v srpnu 1903 zorganizoval v osadě Zichron Ja'akov třídenní sjezd židovských osadníků z celé Palestiny.

## Průběh sjezdu
Kongres se konal v budově, kterou pro tento účel zapůjčilo Židovské kolonizační sdružení blízké baronovi Edmondu Jamesi de Rothschildovi, jenž v Palestině financoval židovské vesnice. Účastnilo se ho 67 delegátů a jejichž počty odpovídaly tehdejšímu rozložení židovské populace v Palestině. Velké zastoupení zde tak měly silné židovské zemědělské osady jako Metula, Rechovot nebo Sedžera (každá z nich po dvou delegátech), zatímco například město Haifa (pozdější metropole severu Palestiny) bylo zatím zastoupeno jen jedním vyslancem. Šlo o první vystoupení Židů v Palestině jako samostatného aktéra světové židovské politiky. Závěrem kongresu bylo jasné odmítnutí ugandského plánu.

## Důsledky sjezdu
Kongres palestinských Židů v Zichron Ja'akov předznamenával začátek druhé aliji - nové vlny židovské imigrace, která počátkem 20. století přispěla k rozmachu zemědělské židovské kolonizace a která dala židovské komunitě politické elity, které pak hluboko do 20. století ovlivňovaly politiku v mandátní Palestině i státu Izrael. Jednoznačná podpora, kterou Usiškin získal pro svou kritiku uganského plánu, se pak projevila na Šestém sionistickém kongresu v Basileji, který začal v srpnu 1903 a kde se Usiškin v tomto ohledu jasně postavil proti Theodoru Herzlovi a nakonec tento strategický spor vyhrál. V praktické politice palestinských Židů ale vlastní kongres neměl přímé dopady. Reálným výsledkem bylo jen založení asociace židovských učitelů v Palestině, která soustředila školské kádry pro výuku hebrejštiny.